# Johnny Orr (cestista 1918)
John Edward Orr, detto Johnny (Chicago, 4 giugno 1918 – Tucson, 12 luglio 1982), è stato un cestista e giocatore di baseball statunitense, professionista nella NBL.